# Armée de libération syrienne
L’Armée de libération syrienne ou brigade des martyrs d'Idlib est une unité associée au conseil national syrien et impliquée dans la guerre civile syrienne. Elle est opposée au régime de Bachar el-Assad. Formée en 2012, elle regrouperait jusqu'à 18 000 combattants, principalement des civils du gouvernorat d'Idlib ayant rejoint l'insurrection.
L'ALS, faisant face à un manque de munitions et d'armes, fabrique ses propres bombes artisanales.

## Historique
Le groupe a refusé le cessez-le-feu proposé par Kofi Annan. Le 5 novembre 2012, le chef du groupe, Basil Eissa, ainsi que 20 autres rebelles sont tués dans une frappe aérienne de l'armée de l'air syrienne. L'ALS affirme que jusqu'à 71 000 jeunes sont prêts à rejoindre ses rangs mais en sont empêchés en raison du manque d'armes et de matériel.